# 10043 Janegann
10043 Janegann eller 1985 PN är en asteroid i huvudbältet som upptäcktes den 14 augusti 1985 av den amerikanske astronomen Edward L.G. Bowell vid Anderson Mesa Station. Den är uppkallad efter Jane Gann.
Asteroiden har en diameter på ungefär 16 kilometer.